# Mesjtitsa
Mesjtitsa (bulgariska: Мещица) är ett distrikt i Bulgarien.   Det ligger i kommunen Obsjtina Pernik och regionen Pernik, i den västra delen av landet, 27 km väster om huvudstaden Sofia.
Trakten runt Mesjtitsa består till största delen av jordbruksmark. Runt Mesjtitsa är det ganska tätbefolkat, med 199 invånare per kvadratkilometer.